# جبل أم العباس
جبل أُمّ العَبّاس جبل يقع بجنوب شرقي الجمهورية التونسية، شمال غربي مدينة مدنين.